# Шекіта Всеволод Петрович
Всеволод Петрович Шекіта (нар. 21 квітня 1982, Артемівськ, Донецька обл., Україна) — український актор театру і кіно, режисер, музикант, художник, Заслужений артист України (2010).

## Біографія
Всеволод Петрович Шекіта народився 21 квітня 1982 року в Артемівську Донецької області. Закінчив музичну школу по класу фортепіано, в 2001 році — Артемівське музичне училище імені Івана Карабиця по класу валторни. Лауреат Х Всеукраїнського конкурсу виконавців на духових інструментах.
У 2005 закінчив Харківську державну академію культури за спеціальністю «актор драматичного театру і кіно», майстерня Ігоря Бориса. В цьому ж році прийнятий на роботу в Київський обласний музично драматичний театр імені П. К. Саксаганського у Білій Церкві.
Персональні виставки проходили в Харківській науковій бібліотеці ім. Станіславського, у Донецькому краєзнавчому музеї, у Донецькій обласній бібліотеці ім. Крупської, Горлівському художньому музеї, Артемівському краєзнавчому музеї та музичному училищі. Лауреат VII Донецького молодіжного фестивалю мистецтв «Екоарт» у номінації «Живопис», член Донецького об'єднання «Натхнення». Тематика робіт — абстракція, пейзаж, морський пейзаж, образи мистецтва. У творчості проявляються сюрреалістичні та романтичні мотиви, графічність мислення, вплив музичних і театральних образів. Як художник-постановник оформив виставу «Мауглі» в Київському академічному обласному музично-драматичному театрі ім. П. К. Саксаганського.
Всеволод Шекіта став безпосереднім учасником озвучення персонажів у «S.T.A.L.K.E.R. 2: Серце Чорнобиля». Загалом він озвучив 5 персонажів нової гри.
Від 2009 року входить до «Золотого фонду» міста Біла Церква. Нагороджений медаллю «Незалежність України» III ступеня, Міжнародного рейтингу популярності «Золота фортуна» (2011). У 2012 році отримав Почесну відзнаку «За досягнення в розвитку культури і мистецтва» Міністерства культури і туризму України.

## Фільмографія
- 2023 — Перші дні (Анестезіолог)[10];
- 2023 — Юрик. Дорога, не торкаючись землі (телефільм);
- 2021 — Інший Франко[11];
- 2021 — Дільничний з ДВРЗ. Операція «Новий рік»;
- 2021 — Провінціал;
- 2021 — Врятувати Віру (серіал);
- 2021 — Дільничний з ДВРЗ 3 (серіал);
- 2021 — Кріпосна (серіал);
- 2021 — Плут (серіал);
- 2020 — Доброволець (серіал)[12];
- 2020 — Дільничний з ДВРЗ 2 (серіал);
- 2019 — Заборонений;
- 2019 — Суддя;
- 2019 — Інше життя Анни (серіал);
- 2019 — Дільничний з ДВРЗ (серіал) (Хижняк, бандит, помічник Вадіка);
- 2019 — Відморожений (Коля Дзидзюк) (серіал)[13];
- 2019 — Підлягає знищенню (серіал);
- 2019 — Таємні двері (серіал);
- 2019 — Консультант (серіал);
- 2019 — Слуга народу (серіал);
- 2018 — Обручка з рубіном;
- 2018 — Шляхетні волоцюги;
- 2018 — Нелегали;
- 2018 — Захоплення (серіал);
- 2018 — Стоматолог (серіал);
- 2018 — Папаньки (серіал);
- 2018 — Розтин покаже (серіал);
- 2018 — Добровольці (серіал);
- 2017 — Я буду кохати довіку (серіал);
- 2017 — Конвой (серіал);
- 2017 — Кіборги (полонений росіянин);
- 2017 — Зустрічна смуга (серіал);
- 2015 — Відділ 44 (серіал);
- 2015 — Володимирська, 15 (серіал);
- 2015 — Пес (серіал);
- 2014 — Коли ми вдома (серіал);
- 2009 — За загадкових обставин (серіал).

## Ролі в театрі
- 2024 — Украдене щастя (режисер)[14];
- 2021 — Пастка (Комісар поліції)[15];
- 2019 — Моя чарівна леді (Генрі Хіггінс)[16];
- 2018 — Знайомтесь — Джо Блек, або Смерть бере вихідний (Дрю);
- 2016 — Король Лев (Скар)[17].